# ألبرت هيلغر
ألبرت هيلغر (بالألمانية: Albert Hilger)‏ هو كيميائي ألماني، ولد في 2 مايو 1839 في هومبورغ في ألمانيا، وتوفي في 18 مايو 1905 في Possenhofen ‏ في ألمانيا.